# Furna de Água
A Furna de Água (também conhecida por Furna do Pico da Cruz) é um tubo lávico a que está associada uma poderosas nascente de água localizado no concelho de Angra do Heroísmo, ilha Terceira, Açores.
Trata-se de uma gruta de origem vulcânica, localizada na vertente lado Oeste da Caldeira Guilherme Moniz, mais exactamente entre o Pico Espigão Barreiro e o Pico da Cruz, ao Cabrito. As suas coordenadas exactas são: U.T.M 4843/42845.
Esta Gruta tem mais de uma entrada ficando uma delas na proximidade da grande lagoa artificial situada ao Cabrito, a cerce de 1300 metros do entroncamento com a Via Rápida que liga as cidade de Angra do Heroísmo e da Praia da Vitória.
Esta gruta deve o seu nome à grande de abundância de nascentes de água que possui no deu interior, fontes estas que já eram conhecidas em 1838.
A gruta é formada por um tubo de lava com 560 metros de comprimento, incluindo os túneis abertos pelo homem para chegar aos mananciais de água. Tirando os túneis abertos pelo homem, o comprimento original da gruta ronda os 458 metros.
A Furna de Água tem três ramificações do seu lado direito, sendo a maior de 97 metros de comprimento, sendo os seus últimos 37 metros artificiais. É no fim deste túnel artificial que se localiza a actual entrada da gruta.
Os túneis que foram a gruta tem 28 e 54 metros respectivamente.
A largura da gruta varia entre os 9,7 metros e os 0,5 sendo a sua altura máxima de 9 metros..
Esta gruta teve origem num derrame de lava que transbordou da Caldeira Guilherme Moniz e que escorreu em direcção à freguesia da Feteira. Segundo estudos este acontecimento terá ocorrido a cerca de 2.000 anos.
As lavas bastante fluidas aos escorrerem e ao deixar de ser abastecido na sua origem o rio de lava formou-se um túnel oco deixado após a passagem da última escoada lávica.
Durante a sua formação terá havido estrangulamento da corrente de lava no local correspondente ao início da gruta, facto que separou esta gruta da Gruta dos Ratos ali próxima.
Esta gruta apresenta bancadas de lava, estalactites de refusão, lava do tipo "pão de milho"  e lava aa na crista central do chão da gruta.
No ano de 1838 foi feita pela então Câmara Municipal da Vila de São Sebastião uma vistoria a esta gruta e à gruta da Furna do Cabrito, dirigida por Francisco Ferreira Drumond, com a intenção de proceder ao aproveitamento dos abundantes mananciais de água existentes.
Nesta altura procedeu-se à captação e condução desses mananciais na Furna do Cabrito, não tendido sido aproveitados os da Furna de Água, visto que a captação e condução das suas águas se apresentou algo dificil.
Só em 1967, durante uma visita à ilha Terceira realizada por Ferdinand André Fouqué, para estudar a erupção submarina da Serreta, se procede por seu intermédio à descrição do túnel de lava à entrada da Caldeira Guilherme Moniz, sendo este considerando por Frank Fouqué um dos mais bonitos por ele visitado.
Em 1 de Setembro do ano de 1953, a entidade governativa denominada Junta Geral, iniciou as obras de captação das águas da Furna da Água e volta a retomar a captação das águas da Furna do Cabrito.
As águas existentes foram então aproveitadas não só para abastecimento público, mas também para mover 3 centrais hidroeléctricas. A saber: A Central da Nasce Água, a Central da São João de Deus e s Central da Jardim Duque da Terceira.
Estas duas grutas formam a maior fonte de água da Ilha Terceira indo buscar os seus reservatórios a uma antiga lagoa que ocupava toda a enorme Caldeira do Guilherme Moniz e que foi inundada pela erupção do vulcão que deu origem ao Algar do Carvão.